# Rawalpindi
Rawalpindi (Urdu: راولپنڈی) er en by i Potwar Plateau tæt ved den pakistanske hovedstad Islamabad, i provinsen Punjab. Indbyggertallet er cirka 2 millioner. Rawalpindi er den 4. største by i Pakistan efter Karachi, Lahore og Faisalabad. Lokalt kendt som Pindi, blev området hjem til forhistoriske soaniankultur indfødte til denne region.Talrige shoppingbasarer, parker og en kosmopolitisk befolkning tiltrækker kunder fra hele Pakistan og i udlandet.